# Elfershausen
Elfershausen település Németországban, azon belül Bajorországban. Lakosainak száma 2852 fő (2023. december 31.). Elfershausen Hammelburg és Wasserlosen községekkel határos.

## Népesség
A település népessége az elmúlt években az alábbi módon változott:
| Lakosok száma | 708  | 962  | 2157 | 2877 | 2855 | 2828 | 2853 | 2842 | 2811 | 2852 |
|               | 1875 | 1950 | 1975 | 1987 | 2012 | 2014 | 2016 | 2017 | 2021 | 2023 |